# Zune
Zune byl kapesní multimediální přehrávač společnosti Microsoft. První generace byla představena 14. listopadu 2006 jako odpověď na konkurenční iPod od společnosti Apple. Oproti němu se odlišovala hlavně větším displejem a integrovanou Wi-Fi, která slouží k výměně písní mezi jednotlivými uživateli, k bezdrátové synchronizaci s počítačem a od 16. září 2008 také k nákupu hudby v online obchodě s multimediálním obsahem Zune Marketplace a k hraní her ve více hráčích. Dne 3. října 2011 Microsoft oznámil ukončení Zune a doporučil uživatelům přechod na Windows Phone.

## Historie
První generace vyšla v roce 2006. Jednalo se o model Zune 30 o kapacitě 30 GB, obsahující FM rádio a displej o velikosti 3 palce. Stejně jako generace následující, obsahovala sociální funkce, jako možnost bezdrátově sdílet skladby s dalším uživatelem Zune. Ten si poté mohl danou skladbu přehrát maximálně třikrát během následujících tří dní.
Druhá generace vyšla v roce 2007 a obsazovala více řad - flashovou 4, 8 a 16 GB a harddiskovou 80 a 120 GB. Oproti předchozí generaci došlo ke zmenšení a také zvýšení životnosti baterie (1. generace až 14 hodin hudby, 4 hodiny videa, 2. generace flash až 24 hodin hudby, 4 hodiny videa, 2. generace HDD až 30 hodin hudby, 4 hodiny videa - oficiální výdrž dle Microsoftu). Přibyl i nový ovládací prvek zvaný Zune pad. Jedná se o kombinaci klasického čtyřsměrného kříže s potvrzovacím tlačítkem uprostřed a dotykové plošky, která zaznamenává pohyb prstů. Při scrolování seznamem hudby tedy můžete „pohlazením“ směrem dolů vykonat stejný pohyb, jako když zmáčknete spodní okraj tlačítka.
Třetí generace vyšla v roce 2009. Jednalo se o zařízení Zune HD. Ovládal se skrz displej a využíval gesta, jako je swipe a pitch to zoom. Zařízení bylo dodáváno s 16GB, 32GB nebo 64GB flash pamětí. Obrazovka byla OLED s velikosti 3,3 palce a rozlišením 480 x 272 px. 

## Software
Zune patří mezi přehrávače výrobcem vázané na originální software, v tomto případě „Zune software“. Ten je propojený se službou Zune Marketplace, kde mohou uživatelé v příslušných trzích (USA) stahovat písně a alba a to za jednotlivé sazby, body Microsoft points (stejné jako v případě Xbox Live bodů), nebo v rámci paušálu Zune pass. Dále Zune Marketplace nabízí i podcasty, videa a televizní show. Zune software dále slouží jako knihovna médií (hudba, video, podcasty), lze zde vytvářet playlisty (automatické i manuální) a komunikovat s ostatními uživateli Zune v rámci „Zune social“.